# 門前清
門前清（簡稱門清，日本稱門前）是指糊牌前未曾碰、上（吃）、明槓過之情形，但仍可接受暗槓及叫糊一牌吃別家出銃之手段。

## 「門前役」
日本麻將中有些役種需於門前清條件下才能成立，此類型門前清限定條件役種又被稱為「門前役」，為日本麻將特有規則。

### 一翻
- 立直
- 一發（鳴牌前立直）
- 門前清自摸和
- 一盃口
- 平和
- 断幺九（無喰斷的場合）

### 二翻
- 雙立直
- 七對子（必然門清）

### 三翻役
- 二盃口

### 役滿
- 四暗刻
- 国士无双
- 九蓮寶燈
- 天和
- 地和
- 人和，人胡算役滿、倍滿、滿貫甚至沒有該役種的情況。

## 備註
1. ↑  日本麻将中門清另外代表門前清加清一色。